# Curtain Call 2
Curtain Call 2 – druga kompilacja nagrań amerykańskiego rapera Eminema, zawierająca utwory zrealizowane w latach 2007-2022. Została wydana 5 sierpnia 2022 roku nakładem Aftermath Entertainment, Shady Records oraz Interscope Records. Album jest kontynuacją pierwszej kompilacji zatytułowanej Curtain Call:The Hits wydanej 6 grudnia 2005, zawierającej nagrania z lat 1997-2005. 
Na kompilacji znajdują się trzy nowe utwory - „The King and I” z gościnnym udziałem CeeLo Greena (zrealizowany na potrzeby ścieżki dźwiękowej do filmu Elvis),„From the D 2 the LBC” z gościnnym udziałem Snoop Dogga, pierwszy od 23 lat, kiedy to premierę miał utwór „Bitch Please II” w 2000 roku na albumie The Marshall Mathers LP oraz „Is This Love ('09)” z gościnnym udziałem 50 Centa. Lista utworów została udostępniona 2 sierpnia 2022 roku za pośrednictwem mediów społecznościowych rapera.

## Lista utworów
| Płyta 1 | Płyta 1                                       | Płyta 1                   | Płyta 1 |
| Nr      | Tytuł utworu                                  | Album                     | Długość |
| ------- | --------------------------------------------- | ------------------------- | ------- |
| 1.      | „Godzilla” (gość. Juice Wrld)                 | Music to Be Murdered By   | 3:30    |
| 2.      | „Lucky You” (gość. Joyner Lucas)              | Kamikaze                  | 4:04    |
| 3.      | „Lighters” (Bad Meets Evil, gość. Bruno Mars) | Hell: The Sequel          | 5:03    |
| 4.      | „Gnat”                                        | Music to Be Murdered By   | 3:44    |
| 5.      | „Cinderella Man”                              | Recovery                  | 4:39    |
| 6.      | „Walk on Water” (gość. Beyoncé)               | Revival                   | 5:04    |
| 7.      | „Rap God”                                     | The Marshall Mathers LP 2 | 6:03    |
| 8.      | „Love The Way You Lie” (gość. Rihanna)        | Recovery                  | 4:23    |
| 9.      | „Won't Back Down” (gość. Pink)                | Recovery                  | 4:25    |
| 10.     | „Higher”                                      | Music to Be Murdered By   | 3:42    |
| 11.     | „Berzerk”                                     | The Marshall Mathers LP 2 | 3:58    |
| 12.     | „Not Afraid”                                  | Recovery                  | 4:10    |
| 13.     | „From the D 2 the LBC” (gość. Snoop Dogg)     |                           | 3:35    |
| 14.     | „Nowhere Fast” (gość. Kehlani)                | Revival                   | 4:24    |
| 15.     | „Fall”                                        | Kamikaze                  | 4:22    |
| 16.     | „Phenomenal”                                  | Southpaw                  | 4:42    |
| 17.     | „Fast Lane”                                   | Hell: The Sequel          | 4:09    |
| 18.     | „You're Never Over”                           | Recovery                  | 5:05    |
|         |                                               |                           | 1:19:02 |

| Płyta 2 | Płyta 2                                       | Płyta 2                   | Płyta 2 |
| Nr      | Tytuł utworu                                  | Album                     | Długość |
| ------- | --------------------------------------------- | ------------------------- | ------- |
| 1.      | „3 a.m.”                                      | Relapse                   | 5:19    |
| 2.      | „Space Bound”                                 | Recovery                  | 4:38    |
| 3.      | „Beautiful”                                   | Relapse                   | 6:32    |
| 4.      | „The Monster” (gość. Rihanna)                 | The Marshall Mathers LP 2 | 4:10    |
| 5.      | „Venom”                                       | Kamikaze                  | 4:29    |
| 6.      | „Crack a Bottle” (gość. Dr. Dre oraz 50 Cent) | The Marshall Mathers LP 2 | 4:57    |
| 7.      | „Is This Love ('09)” (gość. 50 Cent)          |                           | 3:32    |
| 8.      | „River” (gość. Ed Sheeran)                    | Revival                   | 3:41    |
| 9.      | „Survival”                                    | The Marshall Mathers LP 2 | 4:32    |
| 10.     | „Best Friend” (Yelawolf gość. Eminem)         | Love Story                | 5:14    |
| 11.     | „Darkness”                                    | Music to Be Murdered By   | 5:37    |
| 12.     | „Kings Never Die” (gość. Gwen Stefani)        | Southpaw                  | 4:56    |
| 13.     | „No Love” (gość. Lil Wayne)                   | Recovery                  | 5:00    |
| 14.     | „Headlights” (gość. Nate Ruess)               | The Marshall Mathers LP 2 | 5:43    |
| 15.     | „The King And I” (gość. Cee Lo Green)         | Elvis (ścieżka dźwiękowa) | 3:14    |
| 16.     | „Farewell”                                    | Music to Be Murdered By   | 4:07    |
|         |                                               |                           | 1:15:41 |

| Wersja cyfrowa (utwór bonusowy) | Wersja cyfrowa (utwór bonusowy) | Wersja cyfrowa (utwór bonusowy) |
| Nr                              | Tytuł utworu                    | Długość                         |
| ------------------------------- | ------------------------------- | ------------------------------- |
| 1.                              | „Rap God (Mr. Cii Remix)”       | 6:15                            |
|                                 |                                 | 6:15                            |

| Edycja z płyty winylowej | Edycja z płyty winylowej                      | Edycja z płyty winylowej  | Edycja z płyty winylowej |
| Nr                       | Tytuł utworu                                  | Album                     | Długość                  |
| ------------------------ | --------------------------------------------- | ------------------------- | ------------------------ |
| 1.                       | „Godzilla” (gość. Juice Wrld)                 | Music to Be Murdered By   | 3:30                     |
| 2.                       | „Crack a Bottle” (gość. Dr. Dre i 50 Cent)    | Relapse                   | 4:57                     |
| 3.                       | „Walk on Water” (gość. Beyoncé)               | Revival                   | 5:04                     |
| 4.                       | „Gnat”                                        | Music to Be Murdered By   | 3:44                     |
| 5.                       | „Space Bound”                                 | Recovery                  | 4:38                     |
| 6.                       | „Love the Way You Lie” (gość. Rihanna)        | Recovery                  | 4:23                     |
| 7.                       | „Rap God”                                     | The Marshall Mathers LP 2 | 6:03                     |
| 8.                       | „No Love” (gość. Lil Wayne)                   | Recovery                  | 5:00                     |
| 9.                       | „From the D 2 the LBC”                        |                           | 3:35                     |
| 10.                      | „River” (gość. Ed Sheeran)                    | Revival                   | 3:41                     |
| 11.                      | „Not Afraid”                                  | Recovery                  | 4:10                     |
| 12.                      | „Venom”                                       | Kamikaze                  | 4:29                     |
| 13.                      | „Lighters” (Bad Meets Evil, gość. Bruno Mars) | Hell: The Sequel          | 5:03                     |
| 14.                      | „Survival”                                    | The Marshall Mathers LP 2 | 4:32                     |
| 15.                      | „Higher”                                      | Music to Be Murdered By   | 3:42                     |
| 16.                      | „The Monster”                                 | The Marshall Mathers LP 2 | 4:10                     |
| 17.                      | „Lucky You” (gość. Joyner Lucas)              | Kamikaze                  | 4:04                     |
| 18.                      | „Is This Love ('09)” (gość. 50 Cent)          |                           | 3:32                     |
| 19.                      | „Berzerk”                                     | The Marshall Mathers LP 2 | 3:58                     |
| 20.                      | „Beautiful”                                   | Relapse                   | 6:32                     |
|                          |                                               |                           | 1:28:47                  |